# قشلاق سيف خانلو
قشلاق سيف‌ خانلو هي قرية في مقاطعة بارس أباد، إيران. عدد سكان هذه القرية هو 249 في سنة 2006.